# سيرجي غونزاليس
سيرجي غونزاليس (بالإسبانية: Sergio González Testón)‏ هو لاعب كرة قدم إسباني في مركز الدفاع، ولد في 26 مايو 1995 في مدريد في إسبانيا. لعب مع أتلتيكو مدريد وديبورتيفو ألافيس ورايو ماخاداهوندا ونادي إسترا 1961.

## وصلات خارجية
- سيرجي غونزاليس على موقع قاعدة بيانات كرة القدم.إي يو (الإنجليزية)
- سيرجي غونزاليس على موقع Soccerway.com (الإنجليزية)